# Lahitte (Gers)
Lahitte é uma comuna francesa na região administrativa de Occitânia, no departamento de Gers. Estende-se por uma área de 5,03 km². Em 2010 a comuna tinha 247 habitantes (densidade: 49,1 hab./km²).